# Kraainem
Kraainem è un comune belga di 13 690 abitanti (al 01/01/2018) situato nelle Fiandre (Brabante Fiammingo). Circa il 20% degli abitanti del comune non ha la nazionalità belga; tra questi c'è una prevalenza di cittadini di altri paesi dell'Unione Europea di cui i francesi, i tedeschi, i britannici e gli italiani rappresentano la maggioranza .

## Geografia fisica
La superficie totale del comune è di 584 ettari e si estende in forma di farfalla su una area lineare (nord-sud) di circa 6 chilometri, dove al centro della farfalla la larghezza totale è di soltanto 160 metri. La superficie totale delle aree verdi (parchi) è di circa 12 ettari.
Il comune di Kraainem, confina con i comuni di Woluwé Saint Pierre e Woluwé Saint Lambert (Regione di Bruxelles) ed i comuni di Sint Stevens Woluwe, Zaventem, Sterrebeek, Wezembeek-Oppem e Tervuren (Brabante Fiammingo).
Geograficamente, Kraainem è adiacente ai comuni che fanno parte di "Bruxelles-Capitale", ovvero la città di Bruxelles vera e propria. In particolare, è molto vicino alla metropolitana (anche se la stazione metro "Kraainem" della linea 1   è in realtà appena al di fuori del territorio del comune) e ad uno dei grandi complessi ospedalieri di Bruxelles, le "Cliniques Universitaires Saint-Luc" 
Nonostante il comune sia geograficamente nelle Fiandre, dove la lingua ufficiale è il Fiammingo (variante dell'olandese), una buona parte della popolazione parla francese. Per questo motivo, Kraainem rientra tra i cosiddetti "comuni a facilitazione linguistica", il che significa che è possibile per il cittadino rivolgersi all'amministrazione pubblica sia in fiammingo che in francese.
Le due scuole comunali, una in lingua francese, l'altra in fiammingo, hanno un totale di circa 540 allievi.

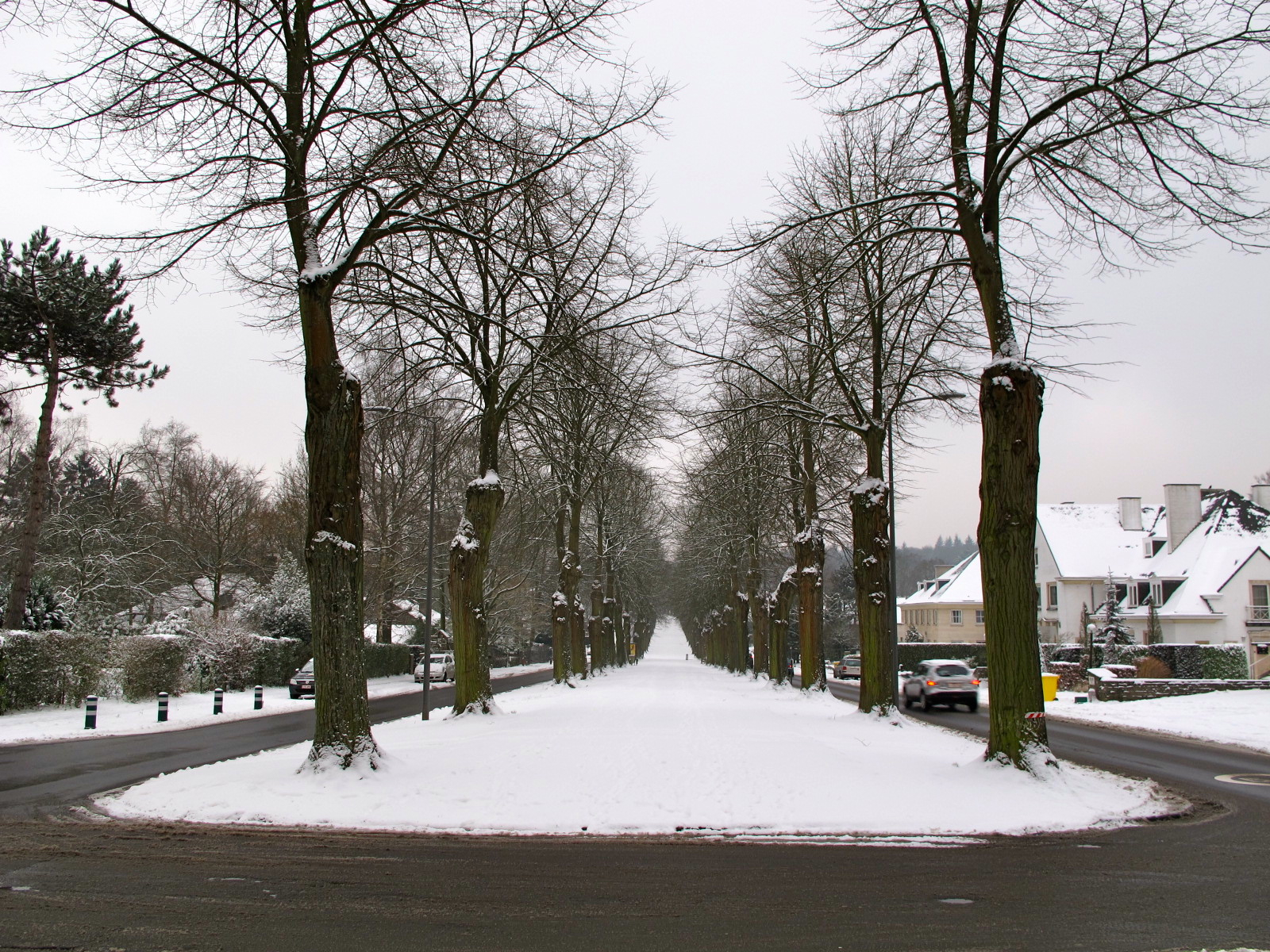
Avenue Baron Albert d'Huartlaan

## Storia
Il comune di Kraainem dato in feudo al conte Siegfried de Wijnen nel 940 d.C. sin dal 630 apparteneva all'abbazia di Saint Bavon (Gand). Vi sono molte incertezze sul suo significato etimologico ed alcuni pensano derivi da "Crayenhem" ovvero paese dei corvi, altri pensano che derivi dall'olandese "Kruishem' ovvero paese della croce. Altre fonti indicano invece l'origine da "hamma" in Germanico per definire un acquitrino e "kraia" ovvero corvo.
Fin dall'inizio del II millennio Kraainem (in francese (Crainhem) è stato un crocevia di ricchi mercanti che viaggiavano tra le Fiandre e l'impero germanico. Kraainem è sempre stata molto legata a Bruxelles ed ancora oggi è difficilmente possibile stabilire i confini fra il popolare quartiere di Stockel appartenente al comune di Woluwé Saint Pierre e Kraainem stessa.
Nel 1920 una grande opera di urbanizzazione fu lanciata dagli eredi della famiglia dei baroni d'Huart, che urbanizzarono molti ettari della "Forêt de Soignes" all'origine delle bellissime proprietà ancora oggi esistenti. Il grande viale che tuttora accoglie i visitatori che arrivano dall'autostrada E 19 porta il nome di Avenue Baron d'Huart.

## Monumenti e luoghi d'interesse
- Chiesa di San Pancrazio

## Amministrazione
L'elezione comunale del 2006 ha visto la vittoria della lista "Union des Francophones (UF)" che ha ottenuto un consenso del 76,4'% dei voti ottenendo 18 dei 23 seggi del Consiglio Comunale.
In seguito alla vittoria, la maggioranza del Consiglio Comunale propose per la nomina a sindaco Arnold d'Oreye de Lantremange, ma l'allora ministro degli interni della Regione Fiamminga, Marino Keulen, ne rifiutò la ratifica della nomina a causa di presunte irregolarità nella convocazione al voto dove, rispetto alla circolare Peeters che indica l'obbligo della convocazione nella sola lingua neerlandese, l'allora Sindaco uscente Arnold d'Oreye de Lantremange fece comunque delle convocazioni in lingua francese ai cittadini che si rivolgevano abitualmente in francese all'amministrazione comunale. Ulteriore causa di rifiuto per la ratificazione della nomina è dovuta allo svolgimento di una sessione del consiglio comunale in lingua francese nell'ottobre 2007, vicenda smentita dall'attuale maggioranza francofona.
Le elezioni del 2012 sono state vinte dalla lista "Union des Francophones (UF)" con il 62,8% dei voti. Questo risultato gli ha attribuito 16 seggi dei 23 del Consiglio Comunale.

### Gemellaggi
Il comune di Kraainem è attualmente gemellato con:
- Karaba
- Saint-Trojan-les-Bains